# الکس آمبروس
الکس آمبروس (انگلیسی: Alex Ambrose؛ زادهٔ ۸ سپتامبر ۱۹۸۲) بازیکن سابق و مربی فوتبال اهل هند است.
از باشگاه‌هایی که در آن بازی کرده است می‌توان به باشگاه فوتبال بمبئی و باشگاه فوتبال بمبئی سیتی اشاره کرد.
وی همچنین در تیم ملی فوتبال زیر ۲۳ سال هند بازی کرده است.